# مسجد الطابية
مسجد الطابية هو مسجد في أسوان، مصر. تم تشييده على تلة مرتفعة ومحاط بحدائق ذات مناظر خلابة تحوي أشجارًا نادرة.

## التسمية التاريخية
يرجع أصل التسمية إلى المنطقة التي أقيم فيها المسجد. ويرجع تاريخ الطابية إلى بداية القرن 19 حيث كان مُقامًا عليها طابية حربية لتكون مقرًا لأول كلية حربية في مصر، وهي واحدة من طابيتين حربيتين في أسوان تم إنشاؤهما في عهد محمد علي باشا، وقد تهدّم معظمهما بفعل الزمن. المسجد تم البدء ببنائه في عهد الرئيس جمال عبد الناصر وتم افتتاحه في عهد الرئيس أنور السادات.

## أهميته
يعد مسجد «بدر» بمنطقة الطابية من أهم المساجد بأسوان ويقبل عليه الكثير من المواطنين في العديد من المناسبات الدينية والاحتفالات والأعياد، كما أنه مزار سياحي تأتى إليه الأفواج السياحية لزيارته نظرًا لأهميته التاريخية. وبسبب ارتفاعة النسبي عن المدينة يمكن للزائرين رؤية المدينة بأكملها من فوق قمة المسجد، كما يتم استخدامه لاستطلاع هلال شهر رمضان. وفي المساء يُقام به عرض الصوت والضوء.

## التصميم المعماري
المسجد مبني على الطراز المملوكى بمساحة 700 متر مربع بخلاف مساحة الحدائق. للمسجد مدخلان رئيسيان من الجهة الجنوبية والغربية، وأمام كل مدخل مظلة ترتكز على أعمدة دائرية تعلوها عقود مدببة تشبه حدوة الفرس. ومن الداخل تتوزع الأعمدة في تناسق معماري حيث يبلغ عددها 24 عمودًا مزينة بدليات جصية كثيرة الزخارف تحمل فوقها القبة الضخمة المميزة التي تتوسط صالة الصلاة، من السقف تتدلى مشكاوات زجاجية عليها كتابات قرآنية بالخط الكوفى. المحراب الموجود في جدار القبلة صنع من الرخام المعشق بألوانه المتجانسة، وبجانبه المنبر الخشبى ذو القبة الجميلة المليء بالزخارف الهندسية على شاكلة المنابر الأثرية في العصور السابقة. وعلى جانبي المسجد اثنتان من المآذن كُتبت عليهم كلمات بالخط الكوفي المربع باستخدام قوالب الطوب الأحمر في وضعيات مختلفة، كما أن العناصر المعمارية للمئذنة تشترك مع القباب الفاطمية، ويتمثل ذلك بوجه خاص في وجود المخروط الركني بجبانة أسوان.

## معرض صور

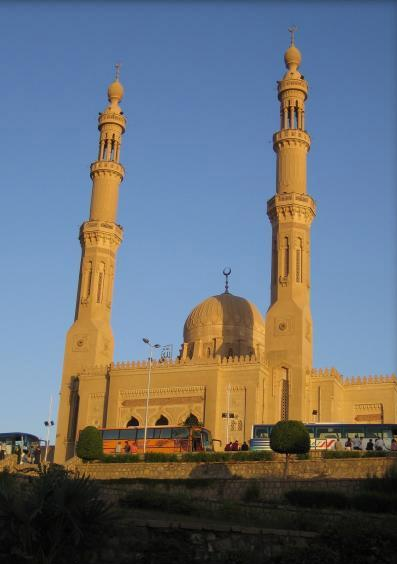
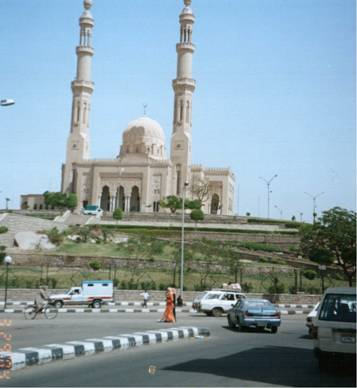
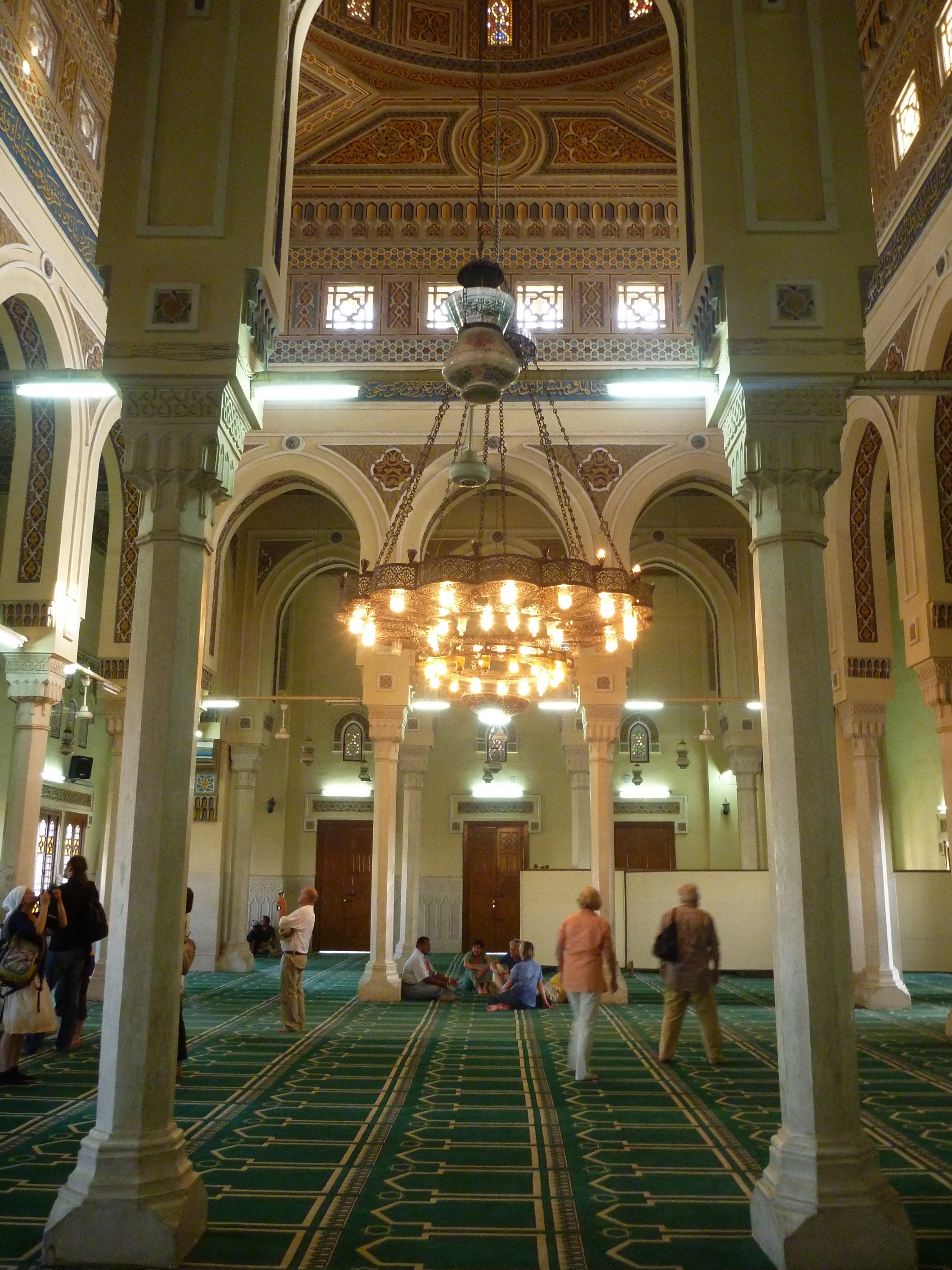
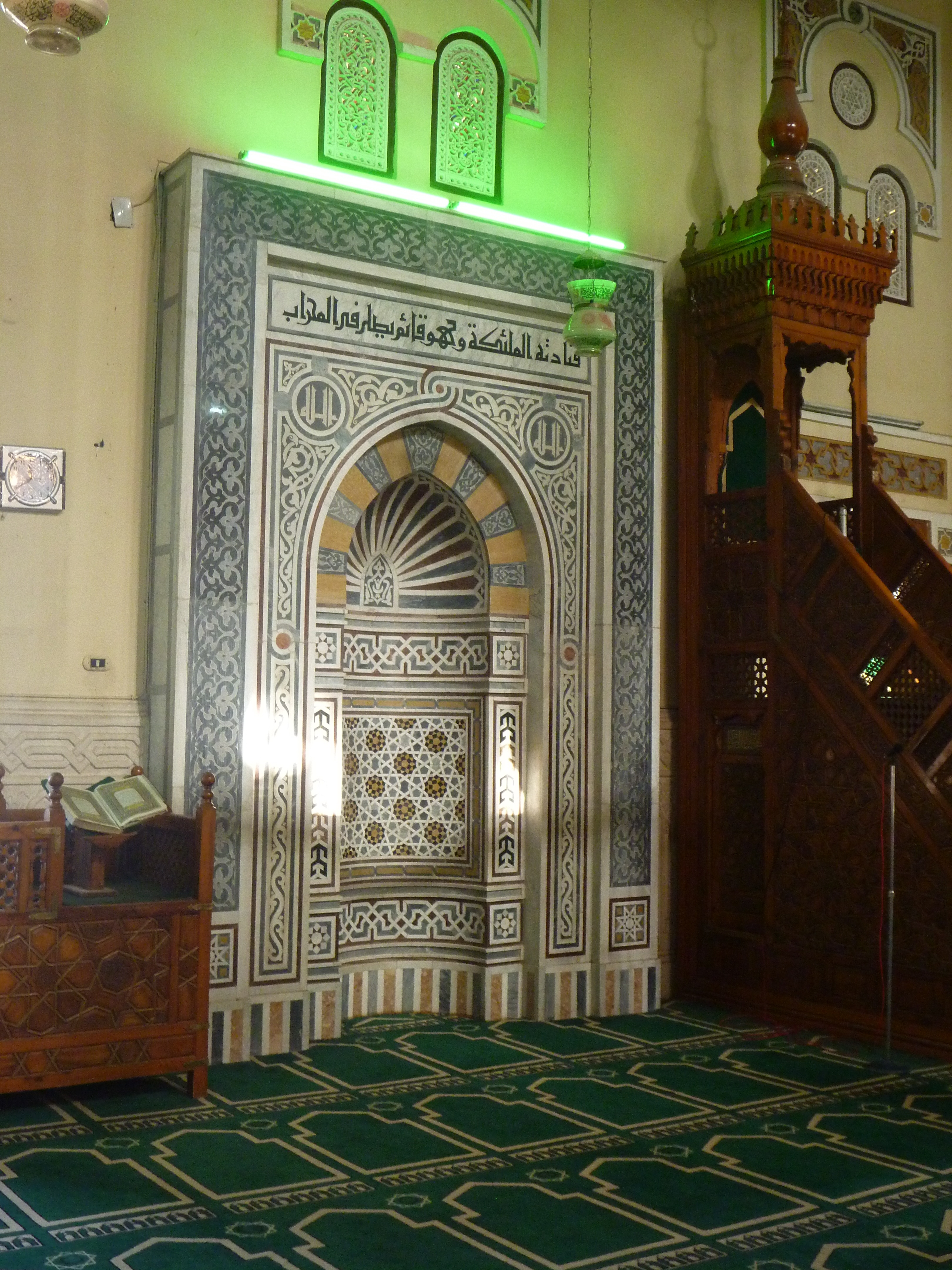
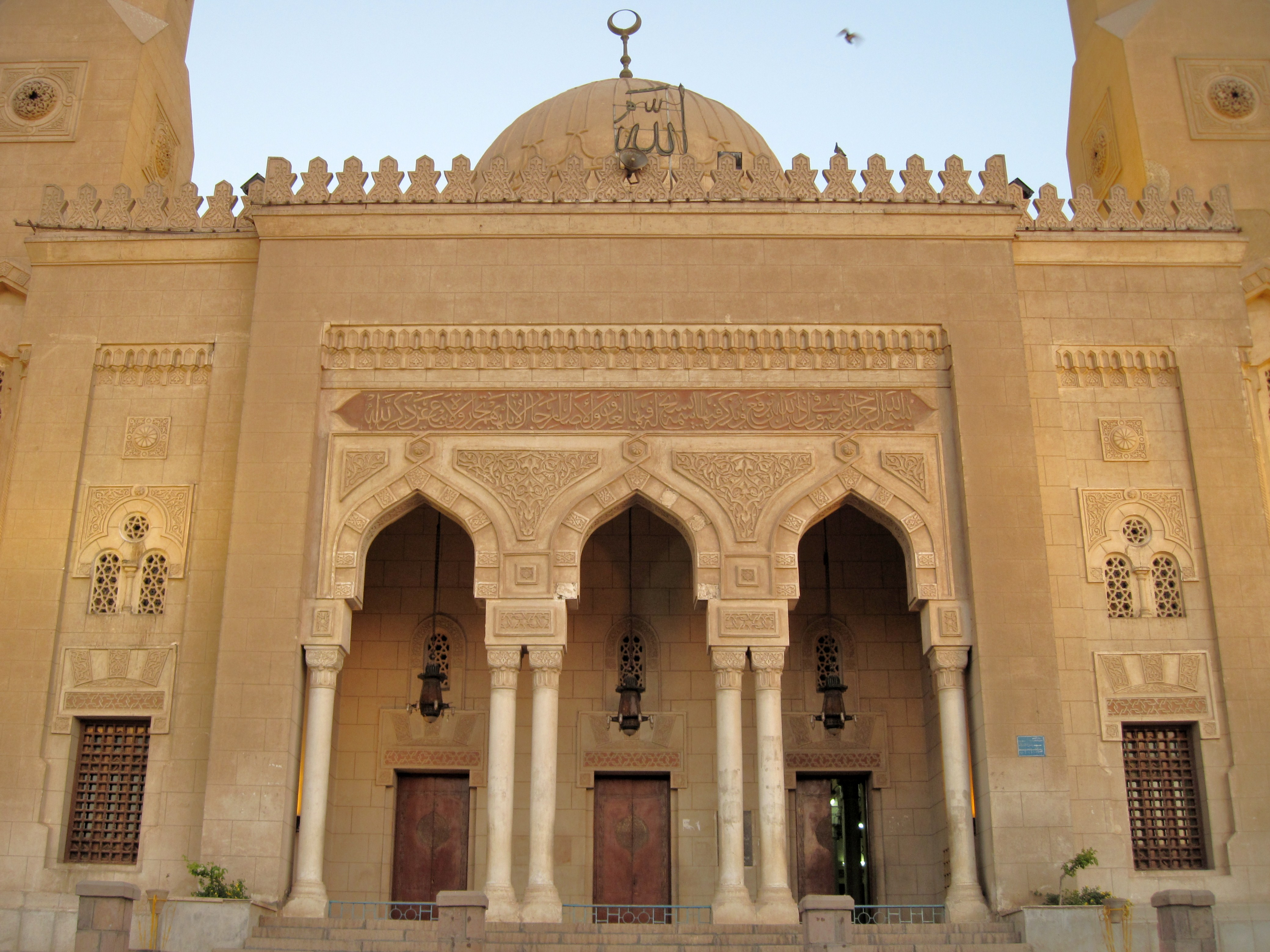
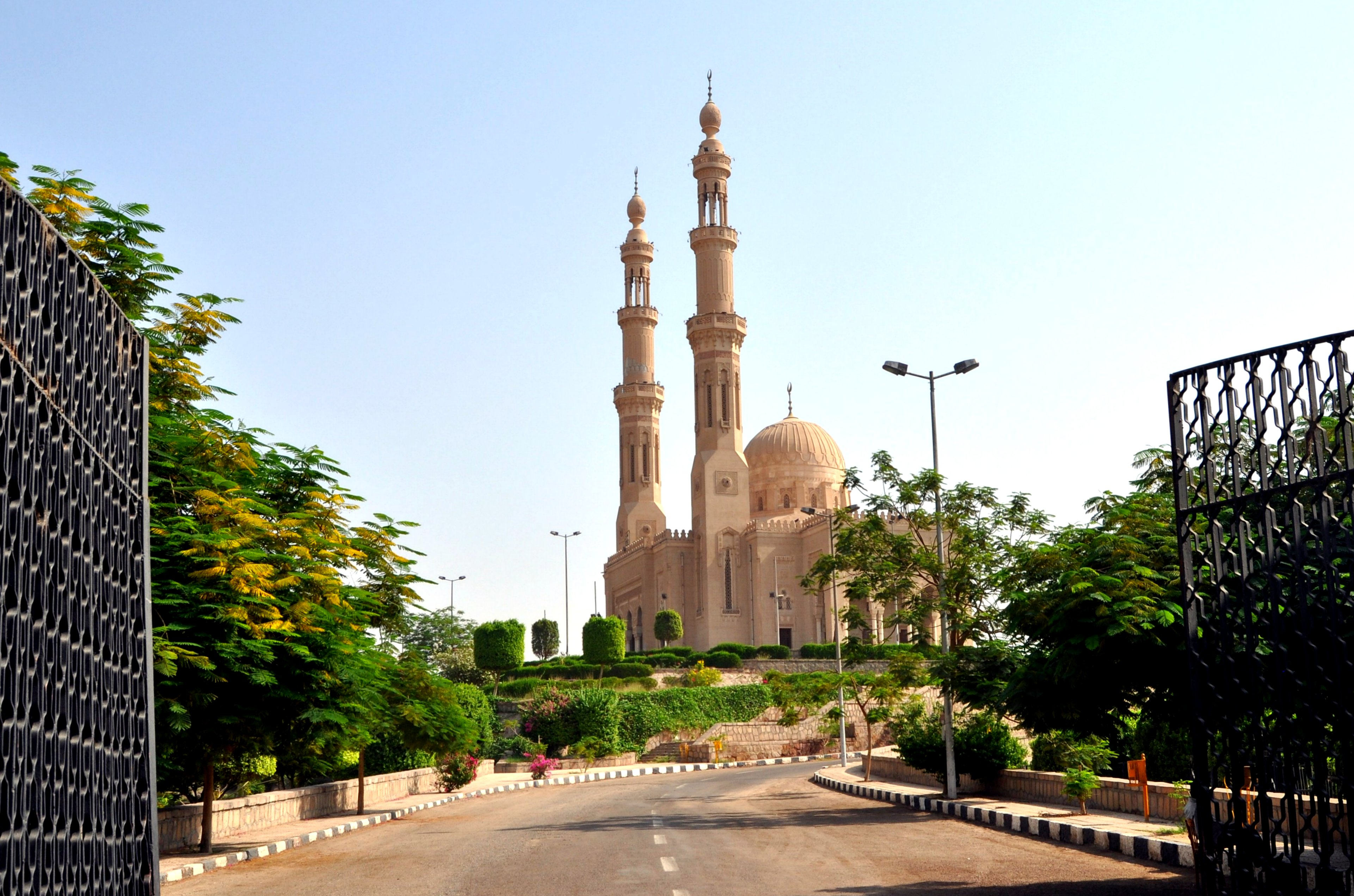
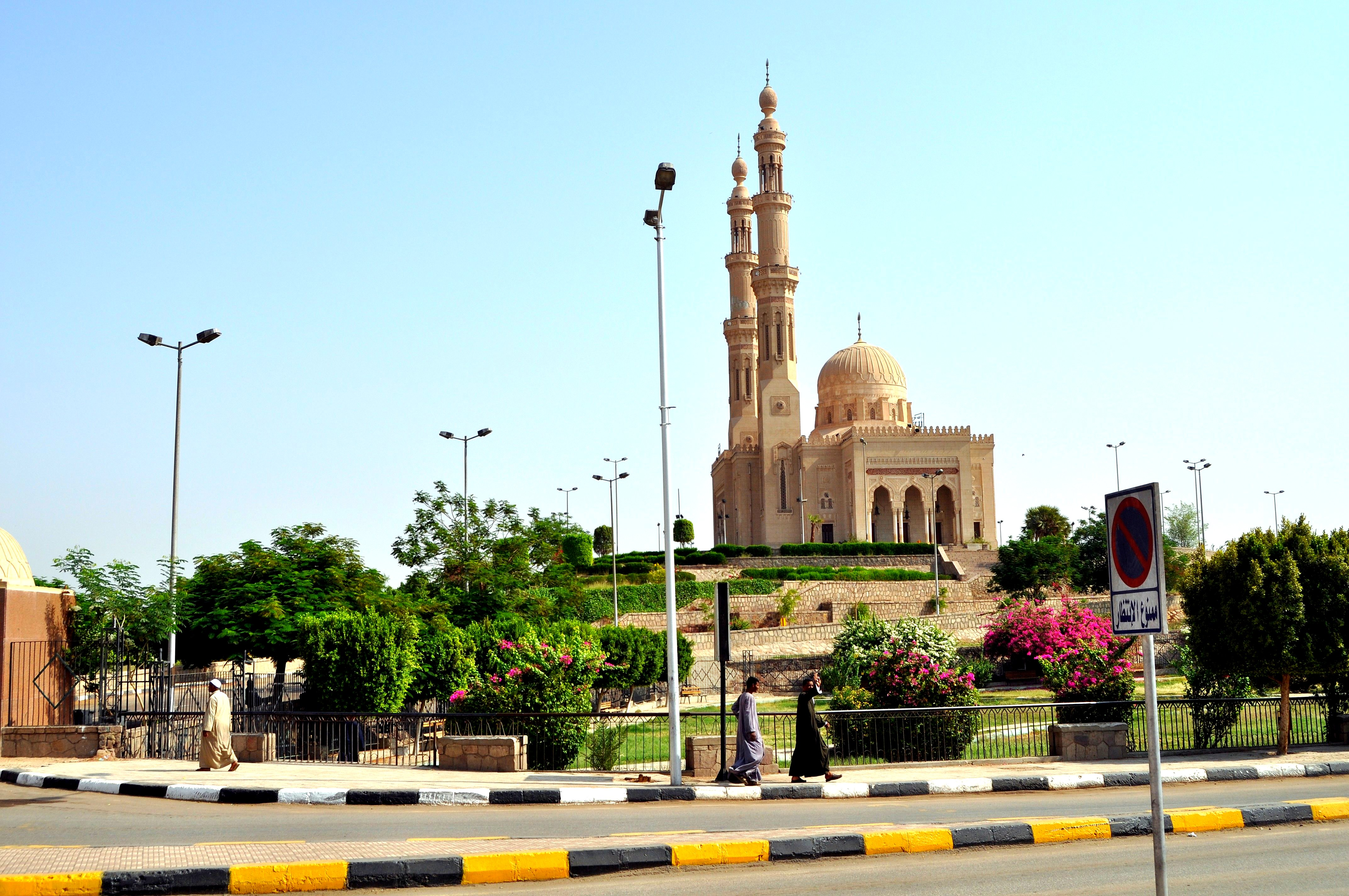